# Coppa panamericana femminile under 21 di pallavolo 2022
La Coppa panamericana femminile under 21 di pallavolo 2022 si è svolta dal 7 al 12 giugno 2022 a La Paz, in Messico: al torneo hanno partecipato dieci squadre nazionali under 21 nordamericane e sudamericane e la vittoria finale è andata per la seconda volta agli Stati Uniti.

## Impianti
|                                                           |  |  |
|                                                           |  |  |
| Arena La Paz Città: La Paz Capienza: ? Anno d'apertura: ? |  |  |

## Regolamento

### Formula
Le squadre hanno disputato una prima fase a gironi con formula del girone all'italiana: al termine della prima fase:
- Le prime due classificate di ogni girone hanno avuto accesso alla fase finale per il primo posto, strutturata in quarti di finale, a cui hanno partecipato solo la peggiore prima classificata e le seconde classificate, semifinali, finale per il quinto posto, finale per il terzo posto e finale.
- Le terze classificate l'unica quarta classificata hanno avuto accesso alla fase finale per il settimo posto, strutturata in semifinali, finale per il nono posto e finale per il settimo posto.

### Criteri di classifica
Se il risultato finale è stato di 3-0 sono stati assegnati 5 punti alla squadra vincente e 0 a quella sconfitta, se il risultato finale è stato di 3-1 sono stati assegnati 4 punti alla squadra vincente e 1 a quella sconfitta, se il risultato finale è stato di 3-2 sono stati assegnati 3 punti alla squadra vincente e 2 a quella sconfitta.
L'ordine del posizionamento in classifica è stato definito in base a:
- Numero di partite vinte;
- Punti;
- Ratio dei set vinti/persi;
- Ratio dei punti realizzati/subiti;
- Risultati degli scontri diretti.

## Squadre partecipanti
| Squadra         | Qualificazione      | Ultima partecipazione      |
| --------------- | ------------------- | -------------------------- |
| Argentina       | -                   | Costa Rica 2017            |
| Canada          | -                   | Debutto                    |
| Cile            | -                   | Perù 2019                  |
| Costa Rica      | -                   | Costa Rica 2017            |
| Cuba            | -                   | Perù 2019                  |
| Honduras        | -                   | Perù 2019                  |
| Messico         | Paese organizzatore | Repubblica Dominicana 2015 |
| Porto Rico      | -                   | Perù 2019                  |
| Rep. Dominicana | -                   | Perù 2019                  |
| Stati Uniti     | -                   | Costa Rica 2017            |

## Torneo

### Fase a gironi
| Girone A        | Girone B | Girone C    |
| --------------- | -------- | ----------- |
| Cuba            | Cile     | Argentina   |
| Porto Rico      | Honduras | Canada      |
| Rep. Dominicana | Messico  | Costa Rica  |
| -               | -        | Stati Uniti |

#### Girone A

##### Risultati
| 7 giugno 2022 Arena La Paz, La Paz Durata: 2h:29 - Spettatori: 300 | Rep. Dominicana | 2 - 3 | Porto Rico | 23-25, 29-27, 22-25, 26-24, 14-16 |
| 8 giugno 2022 Arena La Paz, La Paz Durata: 2h:09 - Spettatori: 150 | Cuba            | 3 - 1 | Porto Rico | 23-25, 25-16, 29-27, 25-22        |
| 9 giugno 2022 Arena La Paz, La Paz Durata: 1h:21 - Spettatori: 300 | Rep. Dominicana | 0 - 3 | Cuba       | 23-25, 17-25, 17-25               |

##### Classifica
| Pos. | Squadra         | Pt | G | V | P | SV | SP | Ratio | PF  | PS  | Ratio |
| ---- | --------------- | -- | - | - | - | -- | -- | ----- | --- | --- | ----- |
| 1.   | Cuba            | 9  | 2 | 2 | 0 | 6  | 1  | 6,000 | 177 | 147 | 1,204 |
| 2.   | Porto Rico      | 4  | 2 | 1 | 1 | 4  | 5  | 0,800 | 207 | 216 | 0,958 |
| 3.   | Rep. Dominicana | 2  | 2 | 0 | 2 | 2  | 6  | 0,333 | 171 | 192 | 0,890 |

      Qualificata ai quarti di finale per il primo posto.
      Qualificata alle semifinali per il settimo posto.

#### Girone B

##### Risultati
| 7 giugno 2022 Arena La Paz, La Paz Durata: 1h:05 - Spettatori: 500   | Messico | 3 - 0 | Honduras | 25-7, 25-18, 25-6   |
| 8 giugno 2022 Arena La Paz, La Paz Durata: 1h:25 - Spettatori: 1 000 | Messico | 3 - 0 | Cile     | 25-17, 25-12, 25-20 |
| 9 giugno 2022 Arena La Paz, La Paz Durata: 1h:10 - Spettatori: 500   | Cile    | 3 - 0 | Honduras | 25-13, 25-18, 25-7  |

##### Classifica
| Pos. | Squadra  | Pt | G | V | P | SV | SP | Ratio | PF  | PS  | Ratio |
| ---- | -------- | -- | - | - | - | -- | -- | ----- | --- | --- | ----- |
| 1.   | Messico  | 10 | 2 | 2 | 0 | 6  | 0  | MAX   | 150 | 80  | 1,875 |
| 2.   | Cile     | 5  | 2 | 1 | 1 | 3  | 3  | 1,000 | 124 | 113 | 1,097 |
| 3.   | Honduras | 0  | 2 | 0 | 2 | 0  | 6  | 0,000 | 69  | 150 | 0,460 |

      Qualificata alle semifinali per il primo posto.
      Qualificata ai quarti di finale per il primo posto.
      Qualificata alle semifinali per il settimo posto.

#### Girone C

##### Risultati
| 7 giugno 2022 Arena La Paz, La Paz Durata: 1h:16 - Spettatori: 200   | Argentina   | 3 - 0 | Canada      | 25-17, 25-8, 25-22         |
| 7 giugno 2022 Arena La Paz, La Paz Durata: 1h:05 - Spettatori: 1 200 | Stati Uniti | 3 - 0 | Costa Rica  | 25-8, 25-4, 25-8           |
| 8 giugno 2022 Arena La Paz, La Paz Durata: 1h:12 - Spettatori: 200   | Argentina   | 3 - 0 | Costa Rica  | 25-12, 25-12, 25-11        |
| 8 giugno 2022 Arena La Paz, La Paz Durata: 1h:25 - Spettatori: 500   | Stati Uniti | 3 - 0 | Canada      | 25-17, 25-19, 25-22        |
| 9 giugno 2022 Arena La Paz, La Paz Durata: 1h:17 - Spettatori: 100   | Costa Rica  | 0 - 3 | Canada      | 16-25, 18-25, 11-25        |
| 9 giugno 2022 Arena La Paz, La Paz Durata: 2h:12 - Spettatori: 1 200 | Argentina   | 1 - 3 | Stati Uniti | 16-25, 21-25, 25-22, 25-27 |

##### Classifica
| Pos. | Squadra     | Pt | G | V | P | SV | SP | Ratio | PF  | PS  | Ratio |
| ---- | ----------- | -- | - | - | - | -- | -- | ----- | --- | --- | ----- |
| 1.   | Stati Uniti | 14 | 3 | 3 | 0 | 9  | 1  | 9,000 | 249 | 165 | 1,509 |
| 2.   | Argentina   | 11 | 3 | 2 | 1 | 7  | 3  | 2,333 | 237 | 181 | 1,309 |
| 3.   | Canada      | 5  | 3 | 1 | 2 | 3  | 6  | 0,500 | 180 | 195 | 0,923 |
| 4.   | Honduras    | 0  | 3 | 0 | 3 | 0  | 9  | 0,000 | 100 | 225 | 0,444 |

      Qualificata alle semifinali per il primo posto.
      Qualificata ai quarti di finale per il primo posto.
      Qualificata alle semifinali per il settimo posto.

### Fase finale
|  | Quarti | Quarti     | Quarti |  |  | Semifinali | Semifinali  | Semifinali |  |                 | Finale          | Finale          | Finale |
|  |        |            |        |  |  |            |             |            |  |                 |                 |                 |        |
|  |        |            |        |  |  | 1B         | Messico     | 1          |  |                 |                 |                 |        |
|  |        |            |        |  |  | 1B         | Messico     | 1          |  |                 |                 |                 |        |
|  |        |            |        |  |  | 2C         | Argentina   | 3          |  |                 |                 |                 |        |
|  | 2C     | Argentina  | 3      |  |  | 2C         | Argentina   | 3          |  |                 |                 |                 |        |
|  | 2C     | Argentina  | 3      |  |  |            |             |            |  |                 |                 |                 |        |
|  | 2A     | Porto Rico | 0      |  |  |            |             |            |  |                 |                 |                 |        |
|  | 2A     | Porto Rico | 0      |  |  |            |             |            |  | 2C              | Argentina       | 1               |        |
|  |        |            |        |  |  |            |             |            |  | 2C              | Argentina       | 1               |        |
|  |        |            |        |  |  |            |             |            |  |                 | 1C              | Stati Uniti     | 3      |
|  |        |            |        |  |  |            |             |            |  |                 | 1C              | Stati Uniti     | 3      |
|  |        |            |        |  |  |            |             |            |  |                 |                 |                 |        |
|  |        |            |        |  |  |            |             |            |  |                 |                 |                 |        |
|  |        |            |        |  |  | 1C         | Stati Uniti | 3          |  | Finale 3° posto | Finale 3° posto | Finale 3° posto |        |
|  |        |            |        |  |  | 1C         | Stati Uniti | 3          |  |                 |                 |                 |        |
|  |        |            |        |  |  | 2B         | Cile        | 0          |  |                 | 1B              | Messico         | 3      |
|  | 1A     | Cuba       | 0      |  |  |            | Cile        | 0          |  |                 | 1B              | Messico         | 3      |
|  | 1A     | Cuba       | 0      |  |  |            |             |            |  | 2B              | Cile            | 0               |        |
|  | 2B     | Cile       | 3      |  |  |            |             |            |  |                 | Cile            | 0               |        |
|  | 2B     | Cile       | 3      |  |  |            |             |            |  |                 |                 |                 |        |

#### Quarti di finale
| 10 giugno 2022 Arena La Paz, La Paz Durata: 1h:02 - Spettatori: 600   | Argentina | 3 - 0 | Porto Rico | 25-20, 25-12, 25-13 |
| 10 giugno 2022 Arena La Paz, La Paz Durata: 1h:30 - Spettatori: 1 200 | Cuba      | 0 - 3 | Cile       | 24-26, 22-25, 25-27 |

#### Semifinali
| 11 giugno 2022 Arena La Paz, La Paz Durata: 2h:09 - Spettatori: 2 000 | Messico     | 1 - 3 | Argentina | 24-26, 25-27, 30-28, 7-25 |
| 11 giugno 2022 Arena La Paz, La Paz Durata: 1h:07 - Spettatori: 1 000 | Stati Uniti | 3 - 0 | Cile      | 25-11, 25-13, 25-9        |

#### Finale 5º posto
| 12 giugno 2022 Arena La Paz, La Paz Durata: 2h:04 - Spettatori: 800 | Porto Rico | 2 - 3 | Cuba | 25-17, 15-25, 13-25, 25-18, 11-15 |

#### Finale 3º posto
| 12 giugno 2022 Arena La Paz, La Paz Durata: 1h:30 - Spettatori: 1 500 | Messico | 3 - 0 | Cile | 26-24, 25-11, 25-19 |

#### Finale
| 12 giugno 2022 Arena La Paz, La Paz Durata: 2h:01 - Spettatori: 2 200 | Argentina | 1 - 3 | Stati Uniti | 20-25, 25-21, 22-25, 14-25 |

### Fase finale per il 7º posto
|  | Semifinali | Semifinali      | Semifinali |                 |    | Finale          | Finale     | Finale |
|  |            |                 |            |                 |    |                 |            |        |
|  | 3A         | Rep. Dominicana | 3          |                 |    |                 |            |        |
|  | 3A         | Rep. Dominicana | 3          |                 |    |                 |            |        |
|  | 4C         | Costa Rica      | 0          |                 |    |                 |            |        |
|  | 4C         | Costa Rica      | 0          |                 | 3A | Rep. Dominicana | 0          |        |
|  |            |                 |            |                 | 3A | Rep. Dominicana | 0          |        |
|  |            |                 |            |                 |    | 3C              | Canada     | 3      |
|  | 3C         | Canada          | 3          |                 |    | 3C              | Canada     | 3      |
|  | 3C         | Canada          | 3          |                 |    |                 |            |        |
|  | 3B         | Honduras        | 0          |                 |    |                 |            |        |
|  | 3B         | Honduras        | 0          | Finale 3° posto |    |                 |            |        |
|  |            |                 |            |                 |    |                 |            |        |
|  |            |                 |            |                 |    | 4C              | Costa Rica | 3      |
|  |            |                 |            |                 |    | 4C              | Costa Rica | 3      |
|  |            |                 |            |                 |    | 3B              | Honduras   | 0      |

#### Semifinali
| 10 giugno 2022 Arena La Paz, La Paz Durata: 1h:20- Spettatori: 150  | Rep. Dominicana | 3 - 0 | Costa Rica | 25-11, 25-15, 25-18 |
| 10 giugno 2022 Arena La Paz, La Paz Durata: 1h:08 - Spettatori: 100 | Canada          | 3 - 0 | Honduras   | 25-17, 25-15, 25-9  |

#### Finale 9º posto
| 11 giugno 2022 Arena La Paz, La Paz Durata: 1h:22 - Spettatori: 200 | Costa Rica | 3 - 0 | Honduras | 25-22, 25-15, 25-17 |

#### Finale 7º posto
| 11 giugno 2022 Arena La Paz, La Paz Durata: 1h:15 - Spettatori: 350 | Rep. Dominicana | 0 - 3 | Canada | 15-25, 15-25, 22-25 |

## Classifica finale
| Pos     | Squadra         | Rosa |
| ------- | --------------- | --- |
| Oro     | Stati Uniti     | Formazione: 1 Rodriguez, 3 Chicoine, 4 Fairbanks, 6 Rubin, 7 Wucherer, 8 Colvin, 9 Sis, 11 Stucky, 15 Beason, 16 Allick, 18 Kelley, 19 Kahahawai, CT: Fisher                    |
| Argento | Argentina       | Formazione: 1 N. Pérez, 3 Bednarek, 6 Aruga, 7 C. Pérez, 9 Vaulet, 10 Giardini, 12 Margaria, 13 García, 16 Llanos, 18 Ossvald, 19 Márquez, 20 Caballero, CT: Silva              |
| Bronzo  | Messico         | Formazione: 1 Salinas, 2 Topete, 3 Cantu, 4 Cruz, 6 Simental, 7 Oregel, 8 Goris, 9 Ramírez, 12 Pérez, 13 Ung, 15 Herrera, 17 Maldonado, CT: León                                |
| 4       | Cile            | Formazione: 1 Vásquez, 2 Giglio, 3 Hernández, 4 Del Campo, 5 Castillo, 7 Aylwin, 9 Cañedo, 10 Maureira, 11 Aniegbuna, 12 Erskine, 14 López, 15 Schwartzman, CT: Guillaume       |
| 5       | Cuba            | Formazione: 1 Hernández, 3 García, 6 de la Peña, 8 Kindelán, 12 Grafort, 14 Tarín, 15 Paret, 16 Castillo, 17 Reyes, 19 James, 22 Ruiz, 23 Nold, CT: Goytizolo                   |
| 6       | Porto Rico      | Formazione: 2 Cintrón, 3 Flores, 5 Rodríguez, 7 Machín, 8 Martell, 10 Santiago, 11 Y. García, 12 Báez, 15 López, 16 A. Rivera, 19 E. García, 20 Pérez, CT: J. Rivera            |
| 7       | Canada          | Formazione: 3 Boldon, 4 Bush, 5 Noble, 6 Boulding, 10 Sundara, 11 Wahlgren, 13 Melnick, 14 Hovey, 15 Saris, 16 Pollock, 18 Ebert, 20 Borowski, CT: O'Dwyer                      |
| 8       | Rep. Dominicana | Formazione: 2 de la Rosa, 4 C. Rodríguez, 5 Cuevas, 12 Liberato, 13 A. Rodríguez, 14 Pérez, 17 Reynolds, 18 Olivo, 19 Margaritha, 20 Martínez, 24 Morillo, 25 Terrero, CT: Cruz |
| 9       | Costa Rica      | Formazione: 1 Fernández, 2 Torres, 4 Chaves, 5 Granados, 6 Vega, 7 Mata, 8 A. Rodríguez, 9 Arroyo, 11 Bennett, 13 Barley, 14 Moraga, 15 León, CT: H. Rodríguez                  |
| 10      | Honduras        | Formazione: 1 Hernández, 2 Aly, 6 Girbal, 7 Durán, 8 Vásquez, 9 Caraccioli, 10 Gómez, 12 Oyuela, 14 Reyes, 15 Siliezar, 17 Aceituno, 25 Moncada, CT: Ulloa                      |

|  |  | Qualificata al campionato mondiale 2023 |

## Premi individuali
| Premio                 | Nome               | Squadra     |
| ---------------------- | ------------------ | ----------- |
| MVP                    | Merritt Beason     | Stati Uniti |
| Miglior realizzatrice  | Valentina Vaulet   | Argentina   |
| Miglior servizio       | Madyson Saris      | Canada      |
| Miglior difesa         | Cassandra Simental | Messico     |
| Miglior ricevitrice    | Cassandra Simental | Messico     |
| Miglior palleggiatrice | Regina Pérez       | Messico     |
| Miglior opposto        | Valentina Vaulet   | Argentina   |
| Miglior schiacciatrice | Chloe Chicoine     | Stati Uniti |
| Miglior schiacciatrice | Madyson Saris      | Canada      |
| Miglior centrale       | Avril García       | Argentina   |
| Miglior centrale       | Marcelle Báez      | Porto Rico  |
| Miglior libero         | Cassandra Simental | Messico     |